# Doloncos

Tribus tracias hacia el 431 a. C.

La tribu tracia de los doloncos, a mediados del siglo V a. C., vivía en la costa traco-occidental de la Propóntide, en el Quersoneso Tracio.
En el curso de una guerra contra los tracios apsintios, enviaron a unos emisarios a Delfos para consultar al oráculo con el propósito de que se establecieran en el Quersoneso nuevos colonos griegos que hicieran frente a los apsintios. O podría tratarse de una invención de los Filaidas para justificar la tiranía que allí ejercieron. La Pitia les respondió que se llevaran a su país, a la primera persona que, al salir del santuario, les brindara hospitalidad.
Tras recorrer la Vía Sacra de Delfos, desde allí, atravesaron la Fócida, siguiendo la ruta que llegaba a Queronea, en Beocia, bordeaba el lago Copaide hasta Tebas, y luego atravesaba el monte Citerón, hasta Eleusis, y desde allí se desviaron hacia Atenas, para embarcarse en el puerto de Falero rumbo al Quersoneso Tracio. 
En Atenas, Milcíades el Viejo, el hijo de Cípselo, que estaba sentado ante su casa vio pasar a los doloncos y les llamó y les ofreció albergue. Tras haber gozado de su hospitalidad, los doloncos le revelaron la respuesta del oráculo y dicha proposición sedujo a Milcíades debido a sus desavenencias políticas con Pisístrato, y fue a Delfos a consultar si debía hacer lo que le pedían los doloncos. ante la repuesta favorable de la Pitia, organizó una expedición naval que zarpó con los doloncos.
Una vez en el Quersoneso, levantó un muro en el istmo, desde el territorio de la ciudad de Cardia hasta el territorio de la de Pactia, para contener la invasión de los apsintios.

Milcíades quiso dominar una plaza fuerte en la orilla asiática del estrecho del Helesponto para ejercer un mayor control y declaró la guerra a la ciudad de Lámpsaco. Fue hecho prisionero en una emboscada, pero gracias a su amistad con el rey lidio Creso, fue liberado por los habitantes de Lámpsaco ante la amenaza de Creso de exterminarlos.
Tras la muerte de Milcídades los habitantes del Quersoneso le heroificaron y ofrecían sacrificios en su honor.